# 三百六十五歩のマーチ
「三百六十五歩のマーチ」（さんびゃくろくじゅうごほのマーチ）は、1968年11月10日に発売された水前寺清子のシングル。歌詞にも登場する「ワン・ツー・パンチ」というサブタイトルが付けられていた。

## 概要
それまで演歌の本流とも言える楽曲をリリースし続けた水前寺がリリースした歌謡曲ナンバーで、題名の通り一日一歩ずつ歩み続ける人生を励ますマーチ（行進曲）調の曲である。ジャケット写真もそれまでの着流し姿から一転、マーチングバンドのドラムメジャー姿になった水前寺がポーズを決めたものとなっている。
水前寺は楽曲提供を受けた当初は演歌歌手としてヒット曲を連発したプライドから英語の「ワンツー」という歌詞がある本曲に「冗談じゃない。わざとイメージに合わない曲で私を辞めさせる気だ」と疑心暗鬼になったという。作詞した星野哲郎によると、「息の長い歌手でいるには、違うタイプの歌も歌えなくてはいけない」との思いもあってこのような楽曲を作ったとのことである。
このように水前寺が不本意ながらリリースした楽曲であるが、「日本が自信に満ちた時代だった」（日本クラウン元ディレクターの長田幸治談）という高度経済成長の時流にマッチし、累計では100万枚を越える売り上げ（ミリオンセラー）となり、結果的に水前寺の最大のヒット曲にして水前寺の代表曲となった。水前寺はヒットとファンからの熱い手紙に歌への気持ちが大きく変わり、「最初は歌いたくなかった曲が、今では誇りです」と語っている。
翌1969年には、本曲を題材とした映画として、松竹版コント55号シリーズ第3弾『コント55号と水前寺清子のワン・ツー・パンチ 三百六十五歩のマーチ』（監督：野村芳太郎）が製作公開された。同年には第41回選抜高等学校野球大会の入場行進曲に選ばれたほか、年間チャートでも第36位に入る。同年末には第11回日本レコード大賞大衆賞、第2回日本作詩大賞大衆賞を受賞した。
発売から12年後の『第31回NHK紅白歌合戦』で紅白初歌唱された。また、対戦相手は同じく初歌唱となった「チャンチキおけさ」を歌う三波春夫で、初歌唱対決となった。
ちなみに水前寺本人は2番の歌い出しの歌詞を好んでいるという。
本楽曲は国民的応援歌の1つとなり、様々なCMやアニメでも使用され老若男女の知名度を獲得した他、カバー曲も半世紀以上にわたって枚挙にいとまがない程に制作されている。

### 楽曲の広まり
その後においても本曲は水前寺を語る上では欠かせない曲と言え、また人生の応援歌とも言えるこの曲は数々のCMやテレビ番組などで取り上げられることとなる。
- 1990年、本曲の替え歌である、SHINE'S「私は課長」がリリースされた。
- 1991年にはフジテレビ系アニメ『丸出だめ夫』の主題歌に採用されている。松井忠重編曲による再録音バージョンで、水前寺自身によるセルフカバー版として1991年11月21日にシングルリリースされている。このバージョンは1992年5月時点で2万枚を売り上げ（CDとカセットの合計。日本クラウン発表）[4]、再ヒットとなった。
- 1996年頃、東京シティ競馬のCMに本曲が使われた。
- ロックバンド聖飢魔IIのミサ（ライブ）では、「EL. DORADO」の前振りで本曲が取り上げられることが恒例になっている。2005年には水前寺との共演も果たしている。
- 2009年のアニメ映画『ヱヴァンゲリヲン新劇場版:破』では冒頭の戦闘シーンで登場人物の真希波・マリ・イラストリアス（坂本真綾）が歌っている[5]。
- 2011年公開の松竹配給映画『こちら葛飾区亀有公園前派出所 THE MOVIE 〜勝どき橋を封鎖せよ!〜』主題歌として本楽曲が採用されることになった。歌唱は主役の両津勘吉を演じる香取慎吾（SMAP）。またこのバージョンは2011年8月1日から8月5日に放送されたピラメキーノのこち亀コラボバージョンでも1コーラスが使用されている。

その他、水前寺本人や第三者の歌唱による替え歌により多数のCMに採用されている。
- 2010年代の例では、2013年に進研ゼミのテレビCMでフラワーカンパニーズが歌唱[6]、2018年に大塚製薬「オロナミンC」のテレビCMで清原果耶が歌唱[7]。

2013年7月には、消防団120年記念事業の一環として、歌詞の一部を替え歌詩に変えた「消防団 三百六十五歩のマーチ」がリリースされた。カップリングには服部克久編曲の「三百六十五歩のマーチ（2013ニューバージョン）」が収録されている。
2016年10月には、熊本地震からの復興を目指す地元を紹介するミュージックビデオのために、歌詞の一部を変えたものが制作された。水前寺自身も出演している。
2017年7月には、兵庫県警察音楽隊が本作の替え歌として「サギ犯にワン・ツー・パンチ! 〜歌ってなくそうサギ被害〜」を制作した。内容は特殊詐欺の代表的な手口や対処方法を盛り込んだもので、全体で9番まである。
2017年10月には、障害者スポーツの支援やノーマライゼーションを行っている一般社団法人・スポーツオブハートの応援ソングとして企画シングル「三百六十五歩のマーチ 2017」がリリースされた。歌唱は水前寺を含めた計7組のアーティスト・アイドルグループが参加しレコーディングされた。
2018年には、スズキが本作の替え歌として「スズキの初売りオンパレード」のテレビ・ラジオCMが流された。
2018年のアクト・アゲインスト・エイズイベント『平成三十年度! 第三回ひとり紅白歌合戦』で桑田佳祐がカバー。翌年に発売されたこの公演を収めたライブビデオにも収録された。
2022年7月20日には、新宿ロフトで行われたギターウルフとサニーデイ・サービスのライブに水前寺本人が出演し、ギターウルフの伴奏で同曲を熱唱した。

## 収録曲

### オリジナル（1968年）
（17cmEP CW-886 1968年11月10日発売）
- 両楽曲共に、作詞：星野哲郎、作曲：米山正夫、編曲：小杉仁三

1. 三百六十五歩のマーチ（ワン・ツー・パンチ） (2分54秒)
2. 青空の唄 (3分28秒)

### アニメ「丸出だめ夫」主題歌盤
（8cmCD CRDN-107 1991年11月21日発売）
- 両楽曲共に、編曲：松井忠重

1. 三百六十五歩のマーチ
作詞：星野哲郎、作曲：米山正夫
2. 子供はつらいよ
作詞：山田孝雄、作曲：三島大輔
3. 三百六十五歩のマーチ（カラオケ）
4. 子供はつらいよ（カラオケ）

### 12cmCDマキシ再発売盤
（CRCN-10034 2003年11月21日発売）
- 全作詞：星野哲郎、全編曲：小杉仁三

1. 三百六十五歩のマーチ (2分54秒)
作曲：米山正夫
2. 真実一路のマーチ (3分30秒)
作曲：米山正夫
3. ウォーキング・マーチ (3分58秒)
作曲：小杉仁三
4. 三百六十五歩のマーチ（カラオケ）
5. 真実一路のマーチ（カラオケ）
6. ウォーキング・マーチ（カラオケ）

### 消防団 三百六十五歩のマーチ
（CRCN-2545 2013年7月24日発売）
- 全作曲：米山正夫、全編曲：服部克久

1. 消防団 三百六十五歩のマーチ (3分26秒)
作詞：星野哲郎、後藤聡、後藤めぐみ
2. 三百六十五歩のマーチ（2013ニューバージョン） (3分41秒)
作詞：星野哲郎
3. 消防団 三百六十五歩のマーチ（行進曲）
4. 消防団 三百六十五歩のマーチ（オリジナル・カラオケ）
5. 消防団 三百六十五歩のマーチ（男性用カラオケ）

### 企画シングル「三百六十五歩のマーチ 2017」
（CRCP-10388、2017年10月11日発売）
- 全作詞：星野哲郎、全作曲：米山正夫、全編曲：今井了介

1. 三百六十五歩のマーチ 〜365 Steps, All Cast 2017 (3分35秒)
ラップ詞：TEE / 歌：水前寺清子、TEE、アキシブproject、カプ式会社ハイパーモチベーション、絶対直球女子!プレイボールズ、FES☆TIVE、愛乙女☆DOLL
2. 三百六十五歩のマーチ 〜365 Steps, Girls Represent 2017 (2分23秒)
歌：アキシブproject、カプ式会社ハイパーモチベーション、絶対直球女子!プレイボールズ、FES☆TIVE、愛乙女☆DOLL
3. 三百六十五歩のマーチ 〜365 Steps, Chita 2017 (3分36秒)
歌：水前寺清子
4. 三百六十五歩のマーチ 〜365 Steps, All Cast 2017（Inst.）